# Al-Ahly Sports Club (pallacanestro)
L'Al-Ahly Sports Club (in arabo النادي الأهلي الرياضي, "club calcistico nazionale"), conosciuto anche come Al Ahli Tripoli, è una squadra di pallacanestro con sede a Tripoli, capitale della Libia. È la sezione cestistica del club polisportivo che porta lo stesso nome. L'Al Ahli ha vinto il campionato libico di basket otto volte, con l'ultimo titolo conquistato nel 2024, oltre a quattro Coppe di Libia e due Supercoppe.
L'Al Ahli ha fatto il suo debutto nella Basketball Africa League (BAL) nella stagione 2025, vincendo immediatamente il suo primo campionato, nonché il suo primo titolo continentale.
L'arena di casa della squadra è la Great Hall, un impianto da 15.000 posti situato nella città di Tripoli .

## Storia
L'Al Ahli SC, fondato nel 1950, è una delle più storiche e prestigiose squadre di pallacanestro della Libia. Con sede a Tripoli, rappresenta la sezione cestistica del noto club polisportivo omonimo.
Nel corso della sua lunga storia, il club ha ottenuto numerosi successi a livello nazionale, conquistando otto titoli della Libyan Basketball League, quattro Coppe di Libia e due Supercoppe nazionali. Dopo aver vinto tre titoli tra la fine nella seconda metà degli sessanta ed i primi anni settante (1966-67, 1968-69, 1970-71), l'Al-Ahly tornò a celebrare la conquista del titolo nazionale, il quarto, solo al termine della stagione 1985-86 della Libyan Basketball League. Dopo aver vinto altri due titoli, nelle stagioni 2000-2001 e 2013-2014, la squadra ha vinto nei primi anni venti del duemila tre titoli in quattro stagioni; l'Al-Ahly ha vinto due titoli consecutivi, nelle stagioni 2020-2021 e 2021-2022, e dopo aver concluso al secondo posto la stagione 2022-2023, la squadra di Tripoli si è aggiudicato l'ottavo titolo nazionale nella sua storia, vincendo il girone finale della stagione 2023-2024.
Dopo aver vinto il campionato libico 2023-24, la squadra ha partecipato al "Road to BAL", il torneo di qualificazione alla Basketball Africa League (BAL), a fine 2024. Il 9 novembre 2024,l' Al-Ahly ha ottenuto la qualificazione alla Basketball Africa League 2025 battendo in semifinale gli ABC Fighters della Costa d'Avorio.
Nel 2025, al suo esordio assoluto nella prestigiosa competizione continentale, l'Al-Ahly ha offerto una prestazione eccezionale: ha chiuso imbattuto la fase a gironi e ha poi proseguito il cammino trionfale fino alla vittoria del titolo BAL, superando in finale la fortissima formazione angolana del Petro Atlético, con il risultato di 88-67. È stata la prima vittoria continentale della squadra nella sua storia. Il successo è stato impreziosito da riconoscimenti individuali: Fouad Abou Chakra è stato nominato Allenatore dell’Anno, mentre il playmaker Jean Jacques Boissy è stato eletto MVP della competizione .
Nel corso degli anni, numerosi giocatori di fama internazionale hanno indossato la maglia di Al Ahli, tra cui Terrell Stoglin, Walter Hodge e Anas Mahmoud, contribuendo ad accrescere il prestigio e il profilo tecnico della squadra.

## Palmarès

### Titoli Nazionali
- Libyan Division I Basketball League

Campioni (8): 1966–67, 1968–69, 1970–71, 1985–86, 2000–01, 2013–14, 2020–21, 2021–22, 2023–24
Secondo posto (5): 2007–08, 2010–11, 2016–17, 2017–18, 2022–23
- Libyan Basketball Cup

Campione (4): 1976–77, 2001–02, 2017–18, 2020–21
- Libyan Basketball Super Cup

Campione (2): 2018, 2021

### Titoli Internazionali
- Basketball Africa League

Campioni (1): 2025

## Organico
Organico per la stagione 2024-2025
|    | Naz.                      | Ruolo | Sportivo                    | Anno | Alt. | Peso |  |
| -- | ------------------------- | ----- | --------------------------- | ---- | ---- | ---- |  |
| 2  | Stati Uniti (bandiera)    | PG    | Jaylen Adams                | 1996 | 188  | 84   |  |
| 4  | Stati Uniti (bandiera)    | AP    | Fabian White                | 1998 | 202  | 104  |  |
| 5  | Senegal (bandiera)        | PG    | Jean Jacques Boissy         | 2000 | 183  | 66   |  |
| 7  | Libia (bandiera)          | G     | Naseim Badrush              | 1998 | 189  | 83   |  |
| 10 | Nigeria (bandiera)        | G     | Caleb Agada                 | 1994 | 194  | 95   |  |
| 11 | Libia (bandiera)          | PG    | Bakeer Fellah               | 1992 | 188  | 80   |  |
| 12 | Nigeria (bandiera)        | C     | Emmanuel Iyowoicho Onoja    | 2009 |      |      |  |
| 13 | Libia (bandiera)          | PG    | Mohamed B. Abdourahman Sadi | 1995 | 191  | 85   |  |
| 23 | Libia (bandiera)          | G     | Ahmed Alsawadiq             | 2004 | 189  | 84   |  |
| 24 | Libia (bandiera)          | C     | Anees Zayid Ali Almansouri  | 1995 | 205  | 98   |  |
| 34 | Libia (bandiera)          | C     | Wajdi Dawo                  | 1988 | 204  | 101  |  |
| 41 | Costa d'Avorio (bandiera) | AG    | Deon Thompson               | 1988 | 204  | 111  |  |
| 45 | Libia (bandiera)          | AP    | Ali Abd Rahim               | 1998 | 190  | 88   |  |
| 50 | Egitto (bandiera)         | C     | Assem Marei                 | 1992 | 206  | 113  |  |

### Staff tecnico
| Ruolo           | Nome              |
| --------------- | ----------------- |
| Capo Allenatore | Fouad Abou Chakra |

## Cestisti
- Jaylen Adams
- Caleb Agada
- Ivan Almeida
- Richard Amardi
- Kelvin Amayo
- Kavell Bigby-Williams
- Jean Jacques Boissy
- Xavier Cannefax
- Wajdi Dawo
- Micheal Eric

- Walter Hodge
- DeWayne Jackson
- Tevin Mack
- Anas Mahmoud
- Assem Marei
- Anthony Miles
- Kevin Murphy
- Mohamed Sadi
- Deon Thompson
- Byron Wesley
- Fabian White